# Schwentner
Schwentner je priimek več znanih Slovencev:
- Bojan Schwentner (*1957), aforist
- Lavoslav Schwentner (1865—1952), založnik